# Love Hath Wrought a Miracle
Love Hath Wrought a Miracle è un cortometraggio muto del 1913 diretto da James Young. Il regista è tra gli interpreti del film che ha come protagonista sua moglie Clara Kimball Young.

## Produzione
Il film fu prodotto dalla Vitagraph Company of America.

## Distribuzione
Distribuito dalla General Film Company, il film - un cortometraggio di 158 metri - uscì nelle sale cinematografiche statunitensi il 1º gennaio 1913. Nel Regno Unito, fu distribuito il 17 aprile dello stesso anno.
Nelle proiezioni, veniva programmato con il sistema dello split reel, accorpato in un'unica bobina con un altro cortometraggio prodotto dalla Vitagraph, la commedia Casey at the Bat.